# Jetch
1. REDIRECTJecht